# Ommatius macquarti
Ommatius macquarti är en tvåvingeart som beskrevs av Mario Bezzi 1908. Ommatius macquarti ingår i släktet Ommatius och familjen rovflugor. Inga underarter finns listade i Catalogue of Life.